# Hande Yener
Makbule Hande Özyener (Estambul, 12 de enero de 1973), más conocida como Hande Yener, es una cantante turca de pop tradicional y compositora, que utiliza los ritmos musicales de su país y ritmos electrónicos.

## Biografía
En 1992 Hande Yener empezó a entrar en el mundo de la música ayudada en parte, por la Reina del Pop Turco, Sezen Aksu.
En el 2000 lanzó su primer álbum titulado "Senden ibaret" (Todo sobre ti) el cual fue muy bien recibido en Turquía.
Para el 2007, lanzó su álbum Nasıl delirdim? (¿Cómo enloquecí?), del cual aparecieron sus sencillos Kibir y Romeo, ambos obtuvieron gran éxito en Turquía y otros países de Europa. Este material contó con la colaboración de la turca Sezen Aksu, quien compuso algunas de las canciones del disco.
En 2012 lanzó un álbum titulado Teşekkürler. La Diva turca promocionó tres sencillos de este, los cuales llevan por título: "Bana Anlat" ("Dime"), "Unutulmuyor" ("No olvidaré") y "Teşekkürler" ("Gracias").

## Discografía
- Senden İbaret (2000)
- Sen Yoluna... Ben Yoluma... (2002)
- Aşk Kadın Ruhundan Anlamıyor (2004)
- Apayrı (2006)
- Nasıl Delirdim? (2007)
- Hipnoz (2008)
- Hayrola? (2009)
- Hande'ye Neler Oluyor? (2010)
- Teşekkürler (2011)
- Kraliçe (2012)
- Mükemmel (2014)
- Hepsi Hit (2016)

Senden İbaret (2000)
- 01-Yalanın Batsın
- 02-Bunun Adı Ayrılık
- 03-Güvenemiyorum
- 04-Yoksa Mani
- 05-Haykırdım Seni
- 06-Senden İbaret
- 07-Anlamadın ki
- 08-Bitmesin Bu Rüya
- 09-Güvenemiyorum 	Remix
- 10-Yalanın Batsın 	Remix

Ekstra (2001)
- 01-Sürünüyorum
- 02-Yalanın Batsın
- 03-Senden İbaret
- 04-Güvenemiyorum
- 05-Bitmesin Bu Rüya
- 06-Yalanın Batsın (Club Mix)
- 07-Sürünüyorum

Sen Yoluna, Ben Yoluma (2002)
- 01-Şansın Bol Olsun
- 02-Duyduk Duymadık Demeyin
- 03-Sen Yoluna... Ben Yoluma
- 04-Yanmışız
- 05-Üzgünüm O Kadın Ben Değilim (Ü.O.K.B.)
- 06-Küs
- 07-Evlilik Sandalı
- 08-Elin Diline Sakız Ederim
- 09-Sözün Söz müdür
- 10-Hadi Geçmiş Olsun
- 11-Mendil>
- 12-32 Kısım
- 13-Bakarım Keyfime
- 14-Bana Olanlar
- 15-Kazanamadık
- 16-Sen Yoluna... Ben Yoluma (Dans Version)
- 17-Duyduk Duymadık Demeyin (Alaturka)
- 18-Yanmışız (Ud Version)
- 19-Yanmışız (Greko Latin)

Aşk Kadın Ruhundan Anlamıyor (2004)
- 01-Kırmızı
- 02-Bedenim Senin Oldu
- 03-Bir İz Gerek
- 04-Acele Etme
- 05-Bu Yüzden
- 06-24 Saat
- 07-Armağan
- 08-Hoşgeldiniz
- 09-Yanındaki Var Ya
- 10-Acı Veriyor
- 11-Acısı Çıkıyor
- 12-32 Kısım
- 13-Savaş Sonrası
- 14-Bence Mutluyduk
- 15-Aşk Kadın Ruhundan Anlamıyor
- 16-Savaş Sonrası [Remix]
- 17-24 Saat [Remix]

Apayrı (2006)

(Totally Different)
- 01-Yola Devam
- 02-Apayrı
- 03-Nasıl Zor Şimdi
- 04-Kelepçe [Club Version]
- 05-Kim Bilebilir Aşki
- 06-Bugün Sevgililer Günü
- 07-Şefkat Gibi
- 08-Aşkın Ateşi
- 09-Kanat
- 10-Unut
- 11-Düş Bozumu
- 12-Sakin Olmalıyım
- 13-Sorma
- 14-Kelepçe [Clip Version]
- 15-İnsanlar Çok

Hande Maksi (2006)
- 01-Biraz Özgürlük
- 02-Deri Eldiven
- 03-Heey Çocuk
- 04-Kelepçe (New Version)
- 05-Kim Bilebilir Aşkı (New Version)
- 06-Yola Devam (New Version)

Nasil Delirdim (2007)
- Kibir (Yanmam Lazım)
- Ne Yaparsın
- Yalan Olmasın
- Romeo
- Fırtına
- Şu an erken
- Paranoya
- Nasıl Delirdim
- Kurtar Beni
- Kötülük
- Sen Anla
- Aşkın Gücü
- Naciye
- Seni Sevi... yorumlar yok
- Kibir Remix (CD Bonus Track)

Hipnoz (2008)
- 01-Hipnoz
- 02-Iyi Gunler
- 03-Pinokyo
- 04-Kumar (Putlar)
- 05-Sanma
- 06-Yarasa
- 07-Burdayim
- 08-Yaban Gulu
- 09-Gece Gunduz
- 10-Ip

Hayrola? (2009)
- Hayrola?
- Ok Yay
- Arsız featuring Teoman
- Deliler
- Senden Uzakta
- Narsist
- Ne Rüyası featuring Ali Seval
- Siz
- Sarhoş Dünya
- En Uzun Gece

Hande'ye Neler Oluyor (2010)
- 01-Yasak Aşk
- 02-Bodrum
- 03-Çöp
- 04-Sopa
- 05-Bir Gideni Mi Var?
- 06-Kal Kal
- 07-Boşa Ağlayan Kız
- 08-Kalpsiz
- 09-Neden Ayrıldık
- 10-Ben Kimim?
- 11-Böyle Olacak
- 12-Yasak Aşk(Remix)
- 13-Sopa(Dans Remix)
- 14-Sopa(Club Remix)

Teşekkürler (2011)
- 01-Unutulmuyor
- 02-Havaalanı
- 03-Ben Yokum
- 04-Teşekkürler (feat. Sinan Akçıl)
- 05-Aşkın Dili (Nonazayi)
- 06-Dön Bana
- 07-Kalbine Bulutluyum
- 08-Keşke
- 09-Böyle Biriyim
- 10-Aşk Müziği
- 11-Bana Anlat
- 12-Vakti Yok

## Chart
| 2007 | "Kibir" | 1 | 86 |
| 2007 | "Romeo" | 1 | 83 |